# Nusalala unguicaudata
Nusalala unguicaudata är en insektsart som beskrevs av Monserrat 2000. Nusalala unguicaudata ingår i släktet Nusalala och familjen florsländor. Inga underarter finns listade i Catalogue of Life.